# Турка (река, впадает в Байкал)
Турка́ (бур. Түрхэнэ) — река в России, в Прибайкальском районе Бурятии. Впадает в озеро Байкал.

## География
Длина — 272 км. Площадь водосборного бассейна — 5870 км².
Берёт начало в горном узле на стыке хребтов Икатского и Улан-Бургасы на высоте 1430 м. На всём протяжении протекает по сильно пересечённой горной местности в направлении с востока на запад. Впадает в среднюю часть озера Байкал в селе Турке, где в полукилометре от устья через реку перекинут мост региональной автодороги Р438 «Баргузинский тракт».
Питание в основном снеговое и дождевое. Среднегодовой расход воды — 49,6 м³/с. Наибольший среднесуточный расход в период паводков — 309 м³/с, общее падение реки — 975 м, средний уклон — 3,57 %.
• 
| Средний расход воды (м³/с) реки Турки по месяцам с 1938 по 1997 гг. (замеры производились на гидрологическом посту в районе п. Соболиха, в 26 км от устья) |

Основные притоки: Ямбуй, Голонда, Ара-Хуртак, Ута, Урыкта, Осиновка, Коточик, река Никулина. В 7,5 км юго-западнее устья реки находится озеро Котокель, сток из которого осуществляется в Турку по системе рек Исток — Коточик.
Река используется для лесосплава. На реке расположены населённые пункты сельского поселения «Туркинское» — Соболиха и Золотой Ключ, близ которого находится курорт местного значения на минеральном источнике «Золотой ключ».

## Данные водного реестра
По данным государственного водного реестра России относится к Ангаро-Байкальскому бассейновому округу, водохозяйственный участок реки — бассейны рек средней части оз. Байкал от северо-западной границы бассейна р. Баргузин до северной границы бассейна р. Селенга, речной подбассейн реки — нет. Речной бассейн реки — бассейны малых и средних притоков средней и северной части оз. Байкал.
Код объекта в государственном водном реестре — 16040000212116300006023.